# Jean-Pierre-Paul Adam
Jean-Pierre-Paul Adam (Rouen, 1er janvier 1754 - Gagny, 16 juin 1826) est un acteur français du tournant des XVIIIe et XIXe siècles.
Arrivé à Gand en 1782, il joue les premiers rôles tragiques et comiques dans la troupe de Casimir, puis devient codirecteur avec Casimir et Dorgeville en 1784.
Engagé à Bruxelles l'année suivante en compagnie de plusieurs acteurs de Gand, il s'associe à Herman Bultos pour diriger le théâtre de la Monnaie de 1791 à 1793, tout en continuant à jouer les premiers rôles.
Pendant les troubles qui suivent la révolution brabançonne, Adam et son épouse se réfugient à La Haye, d'où ils embarquent pour Hambourg.
Adam revient ensuite jouer à Paris, au théâtre de la Gaîté en 1810 et à l'Ambigu-Comique de 1811 à 1816. Le 28 octobre 1819, il y épouse en secondes noces Élisabeth Richard.
Il meurt à Gagny le 16 juin 1826.